# Ференберге
Ференберге (нім. Naturpark Föhrenberge, букв. «Соснові гори») — природний парк, розташований у Австрії, практично біля південно-західної межі Відня. Площа парку становить 6516 га в землі Нижня Австрія, в східній частині Віденського лісу. Адміністративно відноситься до округів Брун-ам-Гебірге, Вінервальд, Гаден, Гісхюбль, Гунтрамсдорф, Кальтенлойтгебен, Марія-Енцерсдорф, Медлінг, Перхтольдсдорф і Хінтербрюль. Доступ до парку вільний.

## Опис
Назва походить від сосни чорної, що росте в парку. Проте, ліси тут не є суто хвойними — листяних дерев багато, а місцями вони переважають. У лісах зустрічаються олені, лисиці. Крім лісів, до парку відноситься також невелике Перхтольдсдорфське пустище, де мешкають європейські ховрахи.
Крім природи, в парку чимало й рукотворних пам'яток, зокрема: замок Ліхтенштейн, Храм гусарів, руїни замку Медлінг. На вершинах деяких гір споруджено оглядові вежі заввишки 10—15 м. Вони не є типовими спорудами та відрізняються одна від одної. Більшість являють собою сталеві ферми з дощатим настилом нагорі, але, наприклад, Wilhelmswarte на вершині Аннінгеру складено з каменю.
Усередині Ференберге міститься й інший, обгороджений природний парк — Шпарбах. Також практично всередині розташовані поселення комуни Хінтербрюль і проходить автобан A21 — він фактично поділяє парк на північну та південну частини.
У парку є багато ресторанів, обладнаних місць для відпочинку, великих лук, а також кілька дитячих ігрових майданчиків. Це популярне серед мешканців Відня місце активного відпочинку — близько 10—15 хвилин пішки від найближчої зупинки громадського транспорту. Доріжки переважно гравійні чи ґрунтові, але досить широкі. Одна з головних «вулиць» північної частини парку — Hochstraße — після початкового (з боку Відня та Перхтольдсдорфа) підйому йде без значних перепадів висот на рівні 500—550 м через весь парк; на ній часто можна зустріти велосипедистів. Основні шляхи розмічені, на роздоріжжях покажчики та інформаційні стенди, тому заблукати тут малореально.
Як і решта території Віденського лісу, Ференберге складається з невисоких гір. Найвищою точкою є гора Аннінгер у південній частині парку, висотою 675 м над рівнем моря. Повний перепад висот становить близько 400 м.

## Галерея

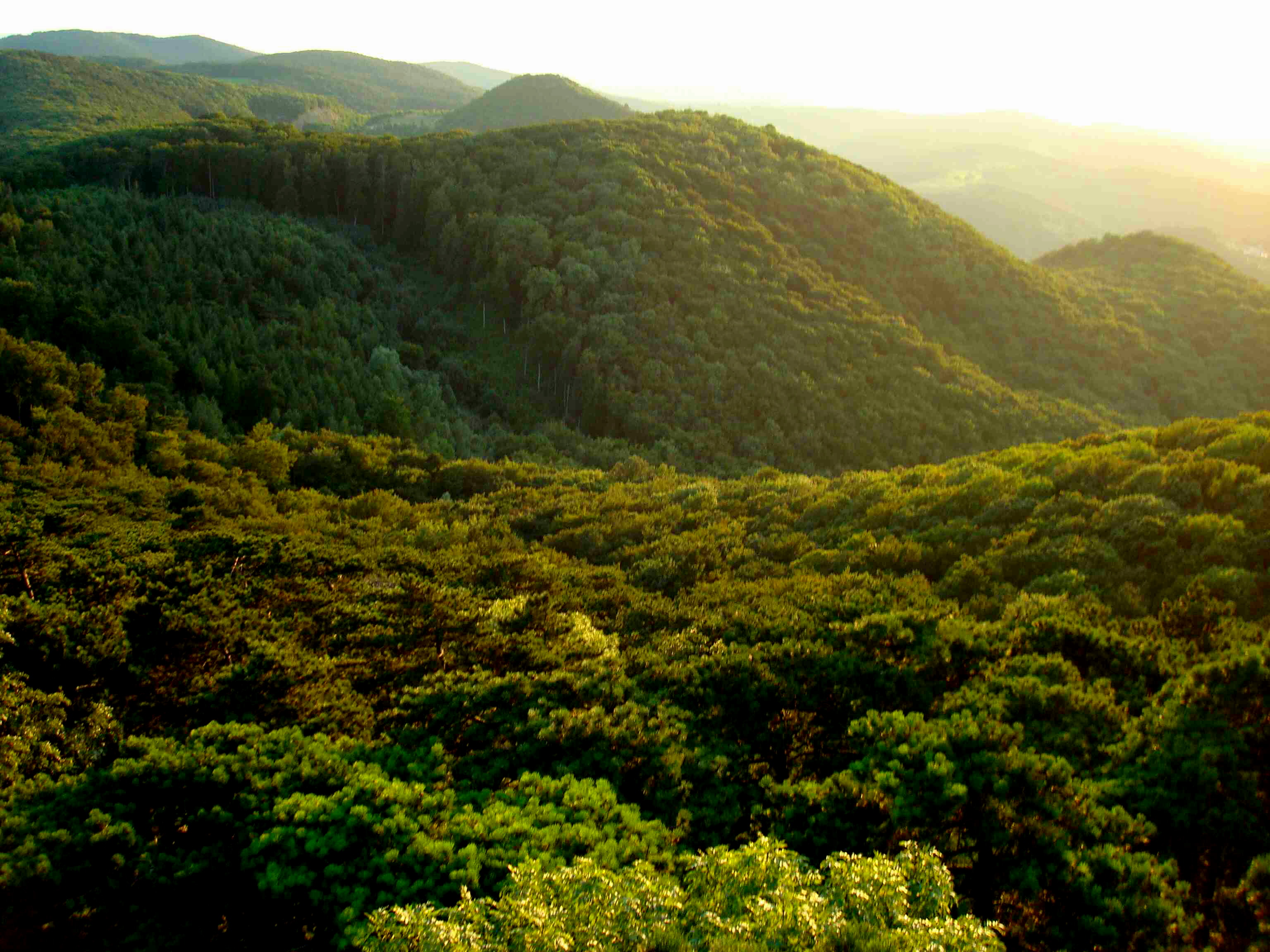
Гори та ліси
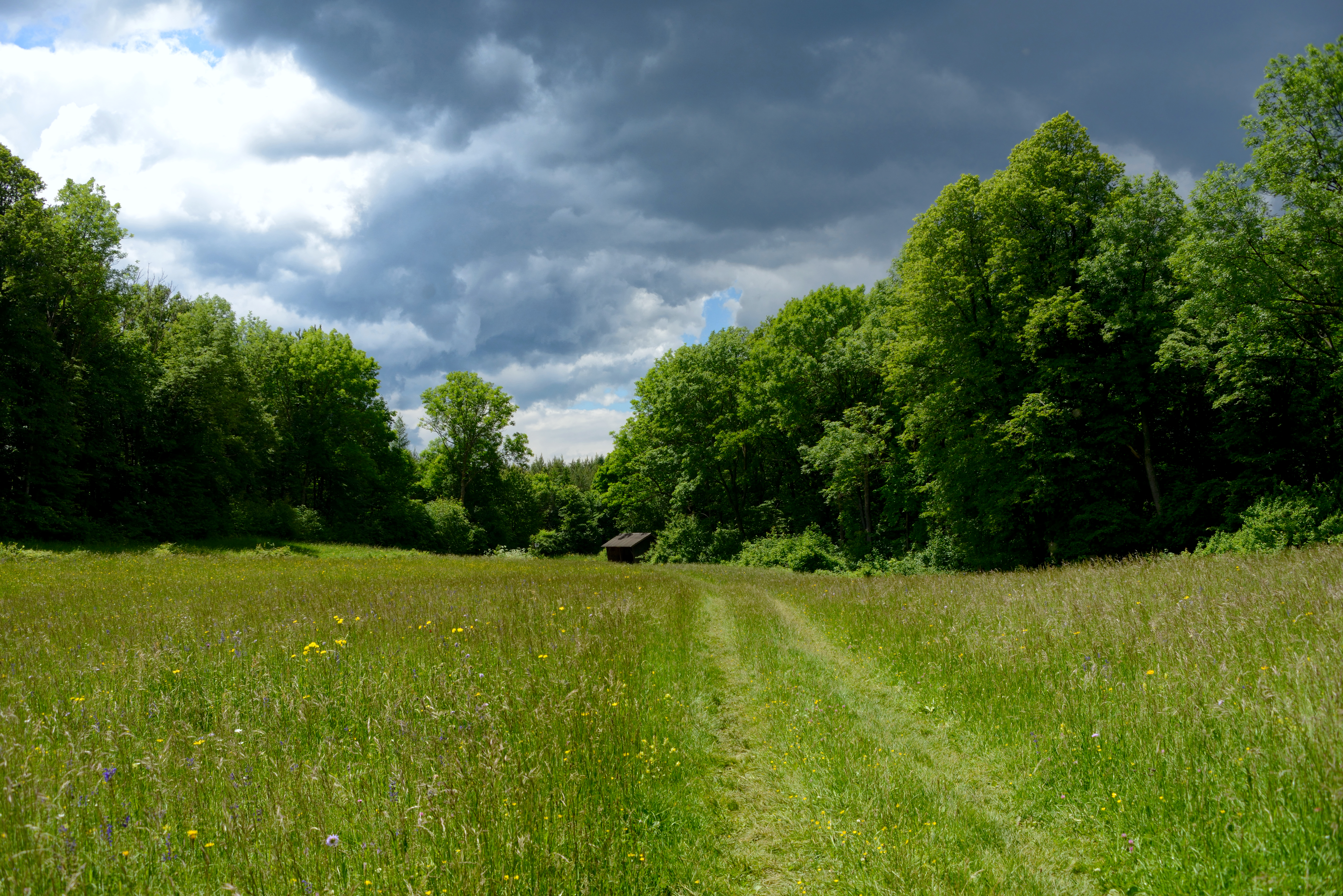
Луг у північній частині
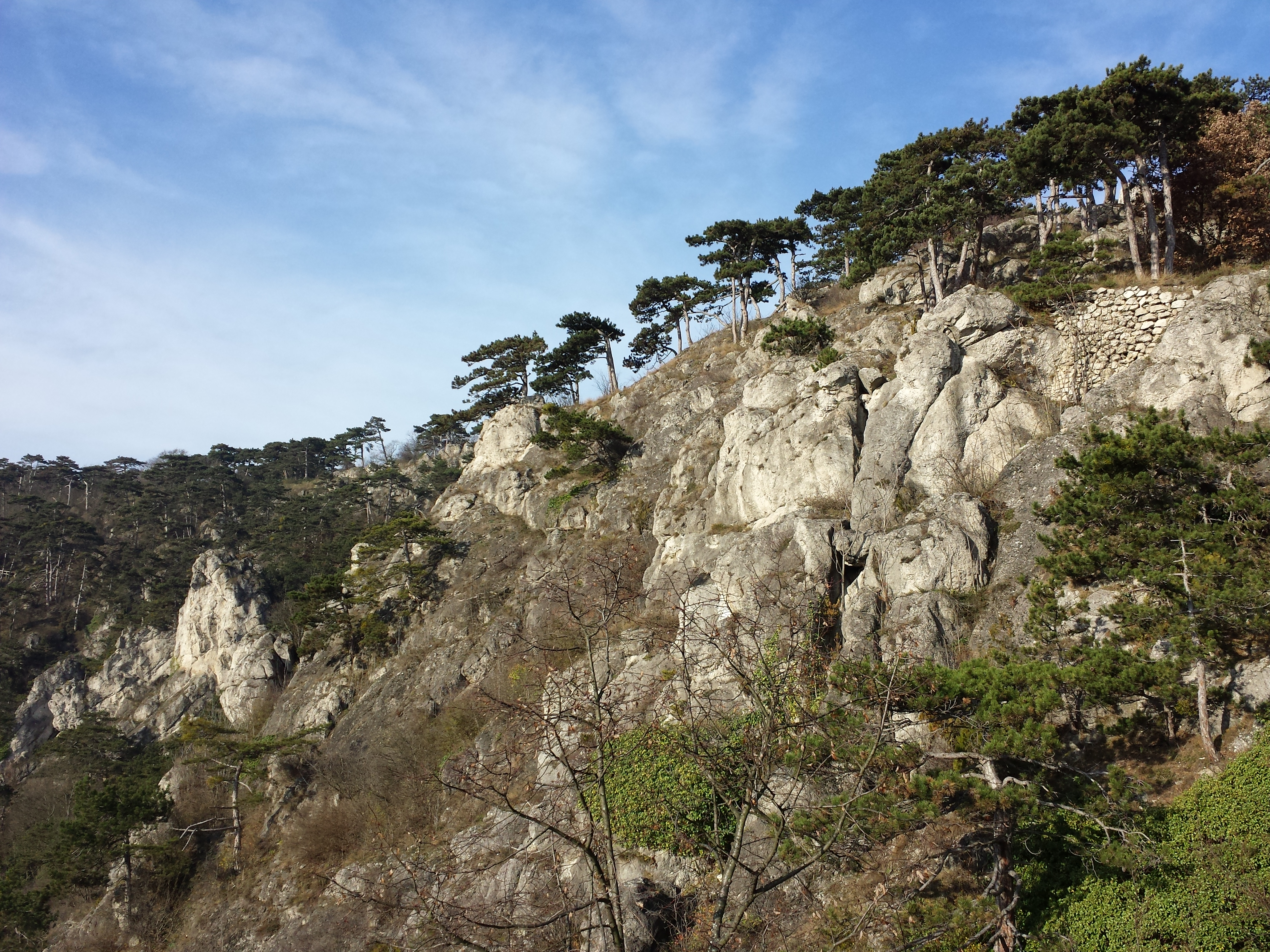
Доломітові скелі навколо долини річки Медлінг
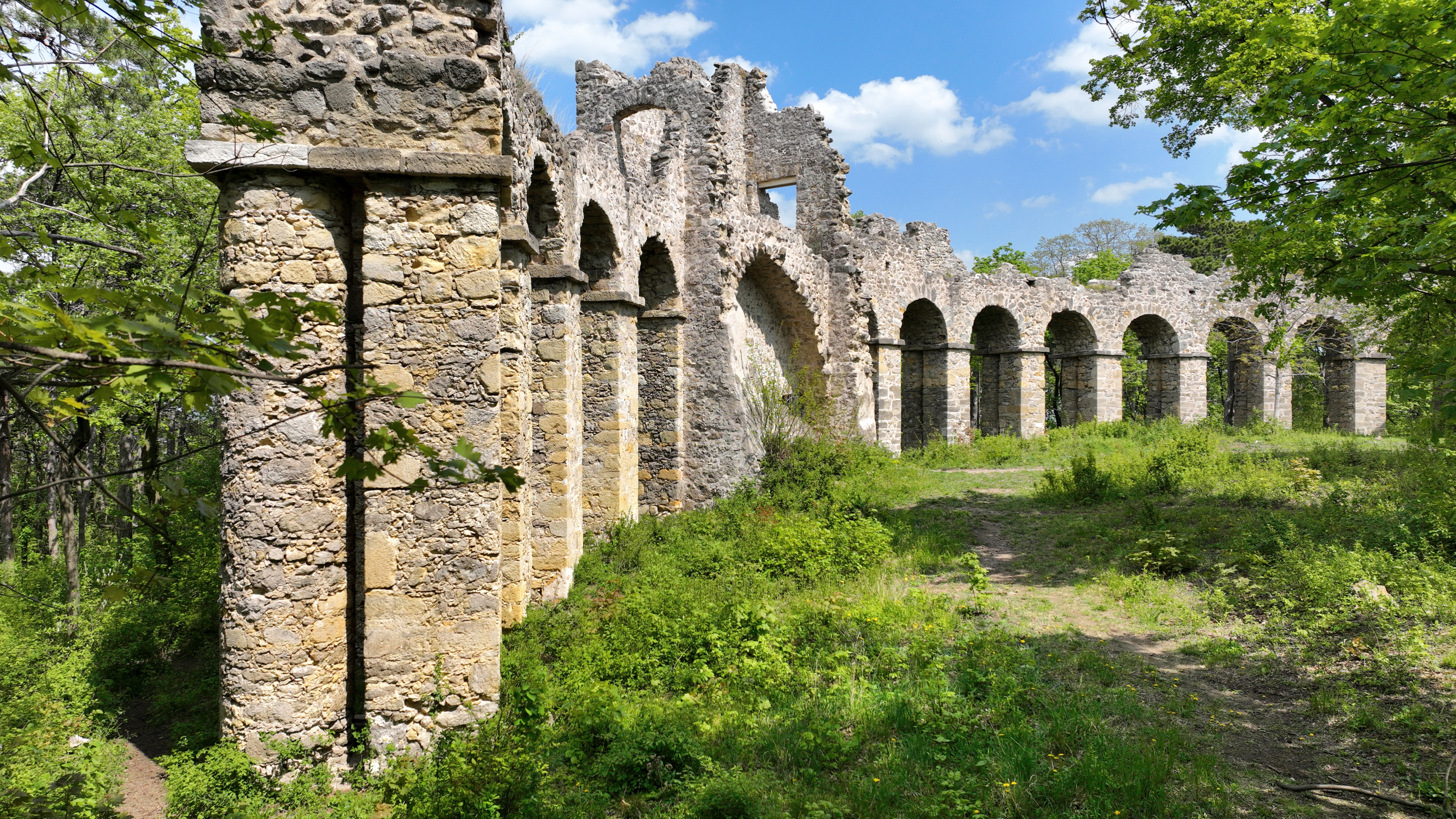
Псевдоримські руїни (початок ХІХ століття)
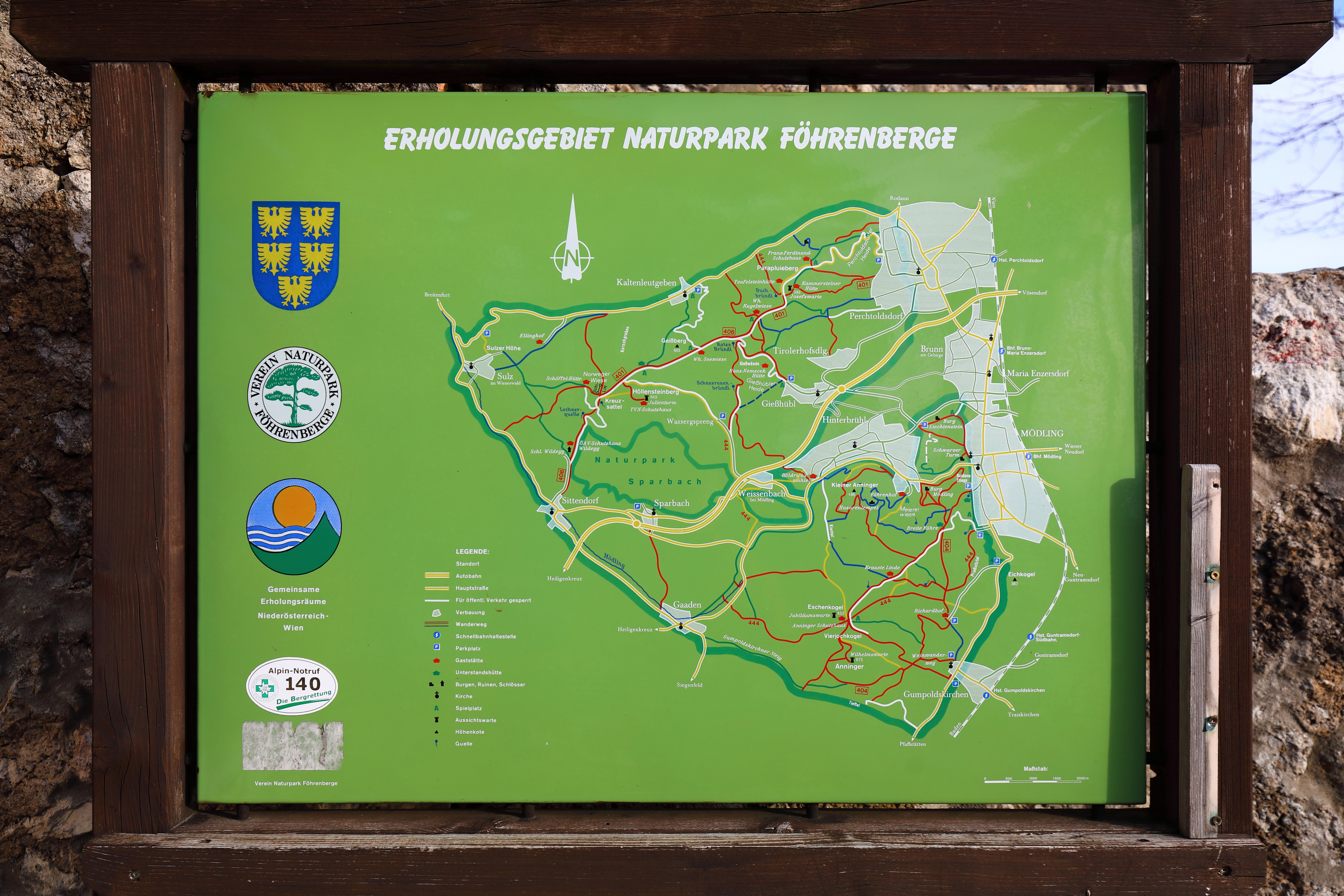
Інформаційний стенд із картою парку